# Мальяно-Ветере
Мальяно-Ветере (італ. Magliano Vetere) — муніципалітет в Італії, у регіоні Кампанія, провінція Салерно.
Мальяно-Ветере розташоване на відстані близько 290 км на південний схід від Рима, 100 км на південний схід від Неаполя, 55 км на південний схід від Салерно.
Населення — 706 осіб (2014).

## Демографія
Населення за роками:

Станом на 1 січня 2023 року в муніципалітеті офіційно проживало 28 іноземців з 6 країн, серед них 23 громадяни країн Євросоюзу та 3 громадяни України.

## Сусідні муніципалітети
- Фелітто
- Лаурино
- Монтефорте-Чиленто
- Оррія
- Стіо